# Trama taraxaci
Trama taraxaci är en insektsart. Trama taraxaci ingår i släktet Trama och familjen långrörsbladlöss. Inga underarter finns listade i Catalogue of Life.